# Сантібаньєс-дель-Валь
Сантібаньєс-дель-Валь (ісп. Santibáñez del Val) — муніципалітет в Іспанії, у складі автономної спільноти Кастилія-і-Леон, у провінції Бургос. Населення — 64 особи (2010).
Муніципалітет розташований на відстані близько 170 км на північ від Мадрида, 44 км на південь від Бургоса.
На території муніципалітету розташовані такі населені пункти: (дані про населення за 2010 рік)
- Барріосусо: 19 осіб
- Сантібаньєс-дель-Валь: 45 осіб

## Демографія
Динаміка населення (INE ):